# Marc Huber
Marc Huber (* 8. November 1984 in Zürich) ist ein Schweizer Unihockeyspieler. Er ist spielte vom Sommer 2008 bis Sommer 2015 beim HC Rychenberg Winterthur in der Nationalliga A.

## Karriere
Marc Huber begann seine Karriere beim Nachwuchs von UHC Jump Dübendorf. Von 2002 bis 2008 spielte er mehrheitlich beim UHC Uster und UHC Dietlikon in den höchsten drei Schweizer Ligen. 2008 holte Radim Cepek Huber zum HC Rychenberg Winterthur, seither ist er fester Bestandteil der NLA-Mannschaft und trug in der Saison 2011/2012 auch die Captain-Binde. Nach beinahe 200 Ligaspielen gab er auf Ende der Saison 2014/2015 seinen Rücktritt vom Spitzensport bekannt und heuerte bei seinem Stammverein UHC Jump Dübendorf an, der soeben frisch in die 1. Liga aufgestiegen ist.

## Erfolge
- 2003/2004 Aufstieg in die NLA
- 2009/2010 Vize-Meistertitel NLA